# Union City (Michigan)
Union City – wieś w Stanach Zjednoczonych, w stanie Michigan, w hrabstwie Calhoun.